# Ácido 3-hidroxifenilacético
Ácido 3-hidroxifenilacético ou ácido m-hidroxifenilacético é o composto orgânico de fórmula molecular C8H8O3 e massa molecular 152,14732. Possui ponto de fusão de 129-133 °C. É classificado com o número CAS 621-37-4.